# Дашути
Дашути (рос. Дашуты) — присілок Сафоновського району Смоленської області Росії. Входить до складу Пушкінського сільського поселення.
Населення — 1 особа (2007 рік).